# Torre Fiumicelli
Torre Fiumicelli è una torre costiera fatta costruire dal Re di Napoli sul finire del secolo XVI nel territorio settentrionale del Comune di Otranto e segna il confine tra le spiagge di Frassanito e di Alimini. L'appalto per la sua costruzione fu affidato nel 1582 ma nel 1592 la torre non risulta ancora completata.